# Emmauskirche (Berlin)
| Emmauskirche        | Emmauskirche                           |
| ------------------- | -------------------------------------- |
|                     |                                        |
| Adresse             | Berlin-Kreuzberg, Lausitzer Platz      |
| Konfession          | evangelisch                            |
| Gemeinde            | Evangelische Kirchengemeinde Kreuzberg |
| Aktuelle Nutzung    | Gemeindekirche; Kulturort              |
| Alte Kirche         |                                        |
| Baubeginn           | 1891                                   |
| Fertigstellung      | 1893                                   |
| Einweihung          | 27. August 1893                        |
| Stil                | Rundbogenstil                          |
| Architekt           | August Orth                            |
| Neues Kirchenschiff |                                        |
| Baubeginn           | 1957                                   |
| Fertigstellung      | 1959                                   |
| Einweihung          | 6. Dezember 1959                       |
| Stil                | Nachkriegsmoderne                      |
| Architekten         | Werner und Ludolf v. Walthausen        |

Die Emmauskirche (auch: Emmaus-Kirche) der Evangelischen Emmaus-Ölberg-Kirchengemeinde im Kirchenkreis Berlin Stadtmitte der Evangelischen Kirche Berlin-Brandenburg-schlesische Oberlausitz wurde nach Plänen und unter Leitung von August Orth von 1890 bis 1893 am Lausitzer Platz im Berliner Ortsteil Kreuzberg erbaut. Sie bildete mit dem gegenüberliegenden, ebenfalls von August Orth geplanten Görlitzer Bahnhof ein Bauensemble.
Das im Zweiten Weltkrieg zerstörte Kirchenschiff wurde abgetragen, ebenso die Annexe des Kirchturms. Ende der 1950er Jahre wurde ein neues Kirchenschiff gebaut.

## Geschichte
Die Emmaus-Gemeinde war zunächst eine Tochter der St.-Thomas-Gemeinde. 1872 wurde zunächst eine Notkirche auf dem Lausitzer Platz aufgebaut, um der künftigen neuen Gemeinde eine eigene Gottesdienstmöglichkeit zu bieten. Am 1. April 1887 trennte sich die Gemeinde formell von der St.-Thomas-Gemeinde. Bei der Gründung hatte die Emmaus-Gemeinde rund 70.000 Mitglieder.
Die Wahlen zum Reichstag 1877 brachten einen Stimmenzuwachs für die Sozialdemokraten in diesem Stadtgebiet. Dies führten die Herrschenden auf die sinkende Bindung des Volkes zur Kirche zurück. Die zunehmende Armut und Proletarisierung der Bevölkerung hatte massenhafte Kirchenaustritte zur Folge. Die Herrschenden versuchten ihren Einfluss durch Unterstützung der Kirche der Altpreußischen Union wieder zu verstärken und förderten deshalb den Bau großer Kirchen. Die Kreissynode stellte 200.000 Mark (kaufkraftbereinigt in heutiger Währung: rund 1,64 Millionen Euro) für den Bau einer Kirche zur Verfügung, der Magistrat übernahm die gleiche Summe und stellte das Grundstück auf dem Lausitzer Platz zur Verfügung. Am 5. Juni 1890 war die Grundsteinlegung. Wegen Einspruchs der für die Prüfung der Baustatik zuständigen Bauakademie und der Baupolizei musste die Bauausführung bis zum Frühjahr 1891 ausgesetzt werde. Am 27. August 1893 war die Einweihung der Kirche. Auf den Kirchenbänken fanden 2400 Personen Platz. Beim Gottesdienst sang der Königliche Hof- und Domchor.
Im Jahr 1944 wurden durch die Detonationen von Bomben in der Nähe der Kirche deren Fenster zerstört. Im Winter war sie dadurch unbenutzbar. Am 3. Februar 1945 brannte das Kirchenschiff nach einem alliierten Luftangriff vollständig aus. Die Gottesdienste fanden nun im Luftschutzkeller der Kirche statt. Seit dem 1. Juli 1949 wurde das Kirchenschiff und die Annexe des Turms wegen Einsturzgefahr abgetragen. Nur der Turm mit dem Mosaik über dem Eingangsportal blieb erhalten.
Von 1957 bis 1959 wurde ein neues Kirchenschiff mit nur noch 500 Plätzen errichtet, das am 6. Dezember 1959 eingeweiht wurde. Die Vorplanung machte Werner v. Walthausen, die Bauausführung lag in den Händen von Ludolf v. Walthausen. Von 1990 bis 1995 wurde nach Plänen von Wulf Eichstädt der Kirchturm für Gemeindeaktivitäten, Büros und eine Pfarrdienstwohnung umgebaut. Am 27. August 1995 fusionierte die Emmaus-Gemeinde mit der naheliegenden Ölberg-Gemeinde zur Emmaus-Ölberg Kirchengemeinde. Am 1. Januar 2022 ging diese fusionierte Gemeinde in der Evangelischen Kirchengemeinde Kreuzberg auf.
Seit September 2001 findet in der Kirche im Rahmen der traditionellen Liturgie am ersten Sonntag eines jeden Monats der ökumenische Gottesdienst der Ökumenischen Arbeitsgruppe Homosexuelle und Kirche (HuK) statt.

## Architektur

### Alte Kirche
Orth entwarf ein Kirchengebäude, das eine Synthese aus Längs- und Zentralbau war. Den ganzen Raum, außer dem Chor, füllten Emporen auf zwei Ebenen. Den Kern des Baus bildete ein Oktogon, in dessen Mitte die Kanzel angeordnet war. Auf acht freistehenden Bündelpfeilern ruhte eine Kuppel, durch deren seitliche Fenster Tageslicht fiel. Eine kleine Laterne zierte die Kuppel außen. An fünf Seiten des Achtecks schlossen sich Apsiden an. Die mittlere in Längsachse der Kirche war der Altarraum. An den drei übrigen Seiten des Oktogons schloss sich ein dreischiffiges Langhaus von vier Achsen an. Diesem war der 74 Meter hohe, von polygonalen Gebäudetrakten eingefasste Turm mit dem Portal vorgelagert. Über dem Eingang gestaltete Paul Mohn ein Mosaik mit Christus und den Emmaus-Jüngern und dem Spruch: „Herr bleibe bei uns, denn es will Abend werden“. Gefertigt wurde es von der Deutschen Glasmosaik-Gesellschaft Puhl & Wagner, damals in Rixdorf.

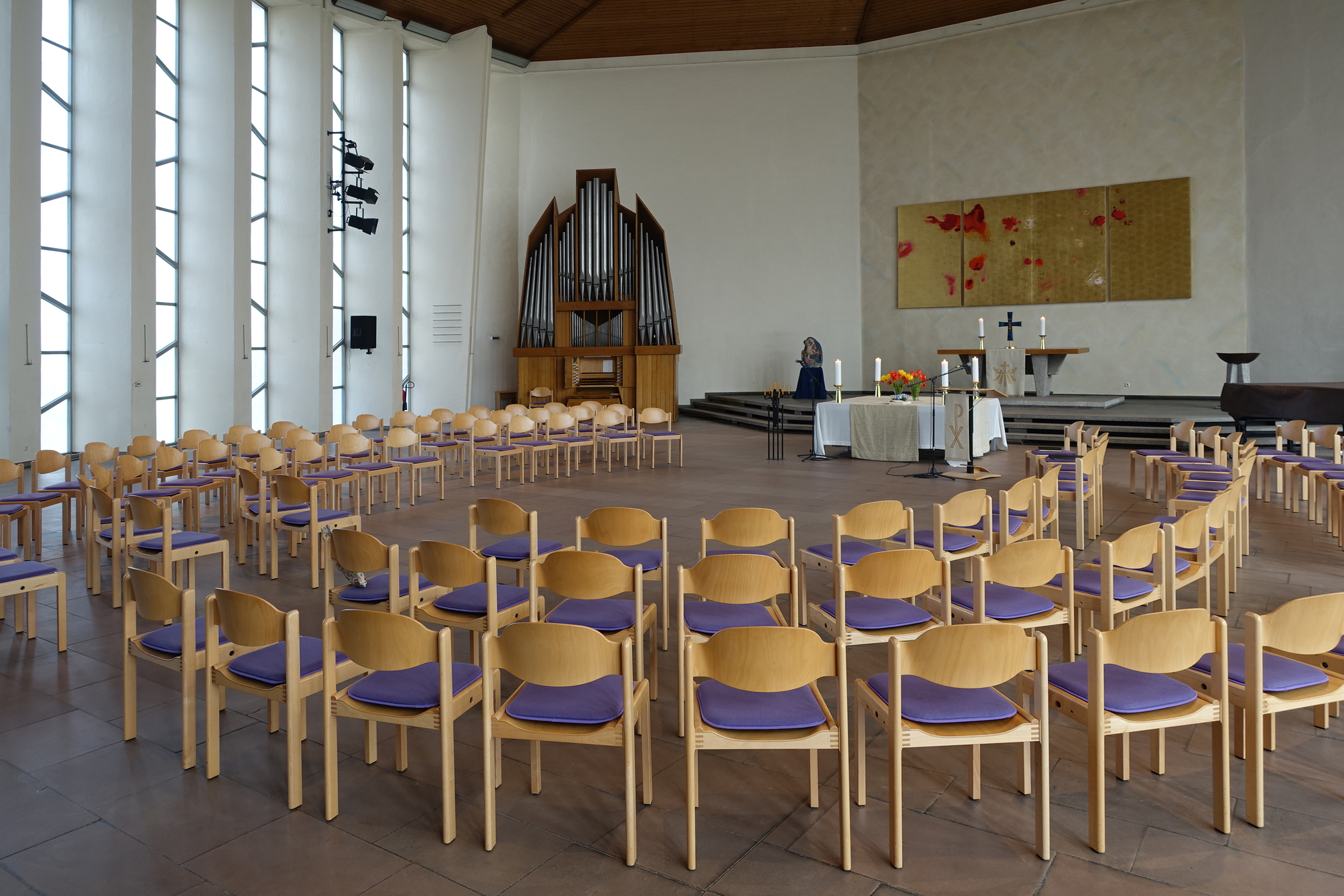
Innenraum (2016)

### Neues Kirchenschiff
Zwischen 1957 und 1959 entstand nach Plänen von Werner von Walthausen eine Saalkirche mit abgestumpften Stirnwänden in axialer Ausrichtung. Sie ist nach Norden vom Turm abgerückt. Ihre Grundfläche entspricht annähernd der des alten Kirchenschiffs. Mit dem Turm ist sie nur durch eine Galerie verbunden. Der Dachfirst des Satteldachs bleibt mit 16 Metern unter der Höhe des Portals. Die Seitenwände sind durch schmale, traufhohe Fensterbänder gestaffelt, die schräg angeordnet sind. Im Sommer 1998 wurden die Kirchenbänke durch Stühle ersetzt.

## Ausstattung

### Orgel

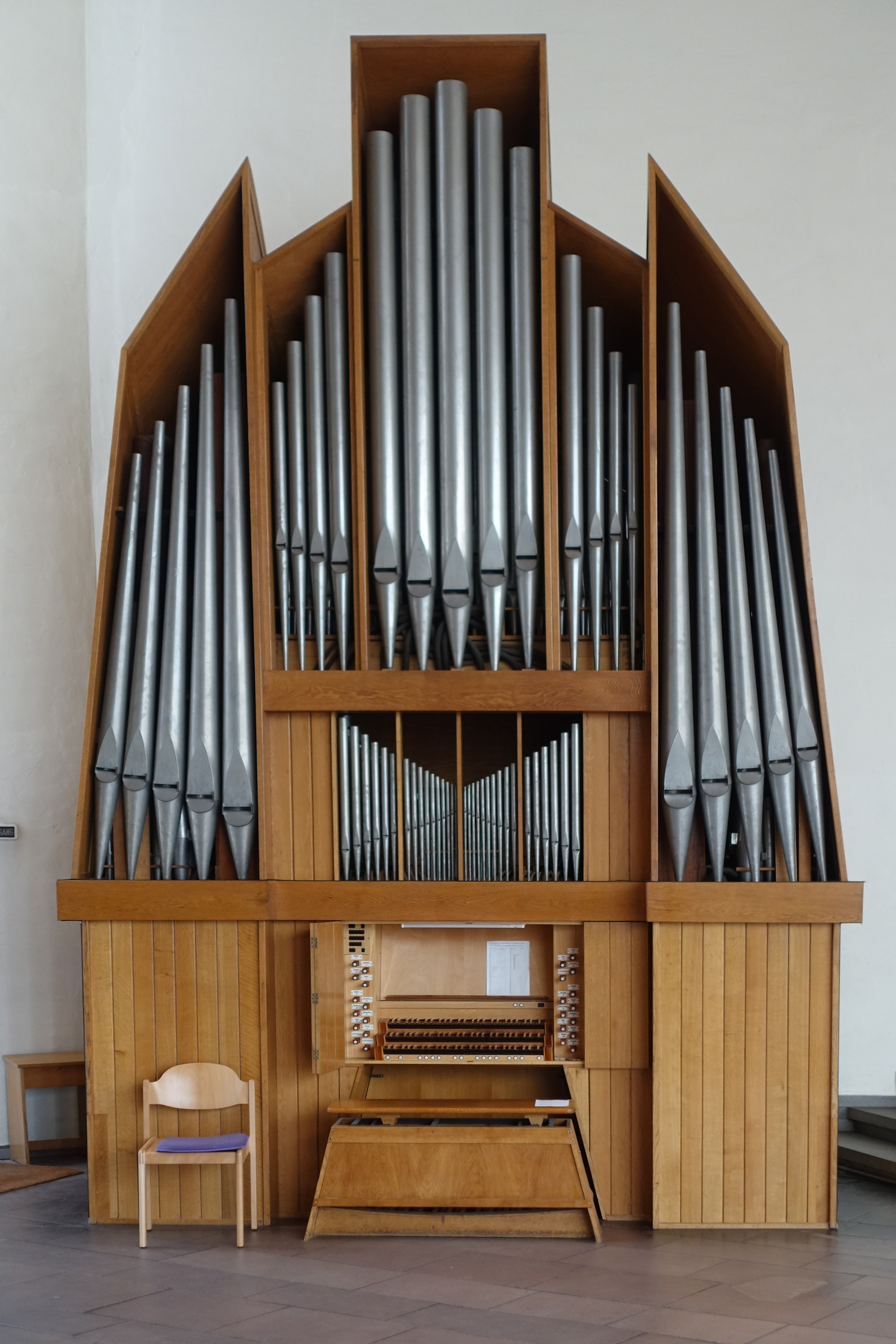
Orgel

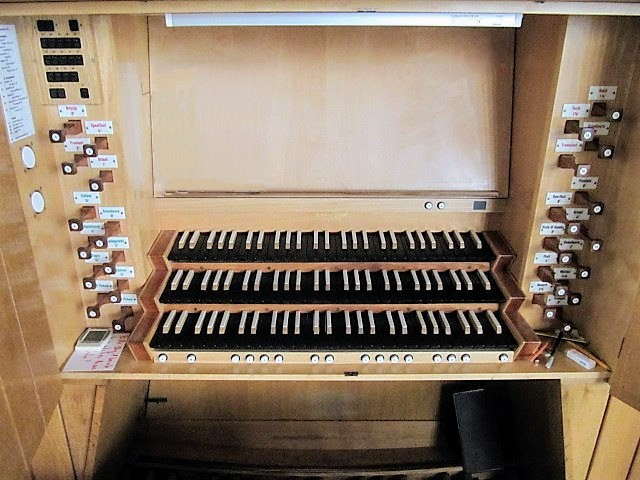
Spieltisch der Orgel

Die Emmauskirche besitzt eine besondere Orgel, bei der eine Pfeifenorgel mit einer elektronischen Orgel kombiniert wurde.
Die Pfeifenorgel wurde 2002 eingeweiht. Sie wurde 1960 von dem Orgelbauer G. A. C. de Graaf für die Noach-Kerk in Amsterdam gebaut, nach deren Profanierung nach Berlin verkauft und durch Michael Fischaleck umgesetzt. Das Instrument hat 22 Register auf zwei Manualen und Pedal. Das erste Manual ist ein Koppelmanual. In den Jahren 2002–2004 wurde die Orgel durch die Firma Hoffrichter um 24 elektronische Register erweitert. Die Disposition lautet:
| II Hauptwerk C–g3 |                |        |
| 1.                | Prestant       | 08′    |
| 2.                | Rohrflöte      | 08′    |
| 3.                | Viola di Gamba | 08′    |
| 4.                | Oktave         | 04′    |
| 5.                | Flöte          | 04′    |
| 6.                | Nasard         | 02 ⁄3′ |
| 7.                | Gemshorn       | 02′    |
| 8.                | Mixtur IV      |        |
| 9.                | Trompete       | 08′    |

| III Brustwerk C–g3 |            |         |
| 10.                | Holpijp    | 08′     |
| 11.                | Spielflöte | 04′     |
| 12.                | Prestant   | 02′     |
| 13.                | Quinte     | 01 ⁄3′  |
| 14.                | Tertz      | 01 3⁄5′ |
| 15.                | Oktave     | 01′     |
| 16.                | Krummhorn  | 08′     |
|                    | Tremulant  |         |

| Pedal C–g1 |              |     |
| 17.        | Subbass      | 16′ |
| 18.        | Gemshorn     | 08′ |
| 19.        | Nachthorn    | 04′ |
| 20.        | Spitzgedeckt | 02′ |
| 21.        | Fagott       | 16′ |
| 22.        | Klaroen      | 04′ |

| HW elektronisch |     |
| Sektion A       |     |
| Bordun          | 16′ |
| Hohlflöte       | 08′ |
| Gedackt         | 04′ |
| Trompete en ch. | 16′ |
| Trompete        | 04′ |
| Sektion B       |     |
| Bordun          | 16′ |
| Konzertflöte    | 08′ |
| Spitzflöte      | 04′ |
| Trompete        | 16′ |
| Cornett V       |     |

| BW elektronisch |     |
| Sektion A       |     |
| Prinzipal       | 08′ |
| Oktave          | 04′ |
| Gemshorn        | 02′ |
| Mixtur III      |     |
| Dulcian         | 16′ |
| Sektion B       |     |
| Flauto traverso | 16′ |
| Holzflöte       | 08′ |
| Gambe           | 08′ |
| Salizional      | 08′ |
| Flauto traverso | 04′ |

| Pedal elektronisch |     |
| Contrabass         | 32′ |
| Prinzipal          | 16′ |
| Bombarde           | 32′ |
| Regal              | 16′ |

- Koppeln: Koppelmanual für die Pfeifenorgel (II/I, III/I), II/P, III/P

Des Weiteren besitzt die Kirchengemeinde eine Truhenorgel von Henk Klop.

### Glocken
Im Turm hängen drei Gussstahlglocken der Glockengießerei Bochumer Verein. In einer Inventarliste der Gießerei sind folgende Angaben zu finden: das dreistimmige Geläut kam in je eine Glockenstube, die nebeneinander angeordnet sind und ein regelmäßiges Achteck ergeben. Die Herstellung aller drei Glocken samt Zubehör wie Klöppel, Achsen, Lager und Läutehebel kostete 7160 Mark.
| Größe    | Gießjahr | Schlagton | Gewicht (kg) | unterer Durchmesser (mm) | Höhe (mm) | Inschrift                                                                             | Anmerkung |
| -------- | -------- | --------- | ------------ | ------------------------ | --------- | ------------------------------------------------------------------------------------- | --- |
| größte   | 1892     | b0        | 2550         | 1885                     | 1655      | EHRE SEI GOTT IN DER HÖHE / UND FRIEDE AUF ERDEN / UND DEN MENSCHEN EIN WOHLGEFALLEN. | |
| mittlere | 1964     | des1      | 2010 (1560)  | 1680 (1570)              | 1380      | + KOMMT, DENN ES IST ALLES BEREIT +                                                   | Die erste mittlere Glocke wurde ebenfalls 1892 hergestellt (Daten in Klammern) und musste offenbar später erneuert werden. |
| kleinste | 1892     | f1        | 1019         | 1385                     | 1185      | EIN FESTE BURG IST UNSER GOTT / SEIN REICH MUSS DOCH BLEIBEN.                         | |

### Gemeindehaus
Das ehemalige Gemeindehaus der Emmaus-Kirchengemeinde steht in der Wrangelstraße 31. Der Architekt war – wie beim modernen Kirchenschiff am Lausitzer Platz – ebenfalls Ludolf von Walthausen. Das im Stil des Brutalismus entworfene Gebäude entstand 1971–1972 und steht unter Denkmalschutz.